# Femme (film, 1928)
Pour les articles homonymes, voir Femme (homonymie).
Pour plus de détails, voir Fiche technique et Distribution.
Femme (The Magnificent Flirt) est un film muet américain réalisé par Harry d'Abbadie d'Arrast, sorti en 1928.

## Fiche technique
- Titre : Femme
- Titre original : The Magnificent Flirt
- Réalisation : Harry d'Abbadie d'Arrast
- Scénario : Harry d'Abbadie d'Arrast et Jean de Limur d'après la pièce de José Germain Drouilly
- Intertitres : Herman J. Mankiewicz
- Photographie : Henry W. Gerrard
- Montage : Frances Marsh
- Société de production : Paramount Pictures
- Pays d'origine :  États-Unis
- Langue : anglais
- Format : Noir et blanc - 35 mm - 1,37:1 - Film muet
- Genre : Comédie
- Durée : 56 minutes
- Date de sortie : États-Unis : 2 juin 1928

## Distribution
- Florence Vidor : Mme Florence Laverne
- Albert Conti :  Comte D'Estrange
- Loretta Young : Denise Laverne
- Matty Kemp (en) : Hubert
- Marietta Millner (en) : Fifi
- Ned Sparks : Tim